# Кэтрин Адамс
Кэтрин Адамс (англ. Kathryn Adams; 25 мая 1893, Сент-Луис, Миссури — 17 февраля 1959, Лос-Анджелес, Калифорния) — американская актриса немого кино, снялась в 46 фильмах.

## Биография
Кэтрин Адамс (настоящее имя Эталинда Колсон) родилась в 1893 году в Сент-Луис, где получила образование. Училась вокалу в Нью-Йорке. Пришла в киноиндустрию в 1915 году после короткой и малоуспешной карьеры в музыкальном театре. За ней сразу же закрепилось амплуа роковой женщины, в котором она предстала в нескольких десятках картин. В начале 1920-х Адамс от главных ролей перешла к второстепенным, а после 1925 года снялась в кино лишь однажды, сыграв эпизодическую роль в фильме 1939 года. В 1940-х годах в фильмах студии Universal Pictures снималась другая Кэтрин Адамс.
Кэтрин Адамс умерла в 1959 году от инфаркта в своём доме в Голливуде. Похоронена на кладбище Голгофа в Лос-Анджелесе.